# OWUS
OWUS (Offener Wirtschaftsverband von kleinen und mittelständischen Unternehmen, Freiberuflern und Selbständigen e. V.) ist ein der Partei Die Linke nahestehender Wirtschaftsverband. Motto des Verbandes ist „Aus wirtschaftlicher Vernunft und sozialer Verantwortung“.
Der Landesverband Berlin-Brandenburg wurde im Oktober 1994 gegründet, erste Vorsitzende war Christa Luft. Der Schwerpunkt des Wirkens war zunächst in Berlin-Brandenburg. Im Rahmen des 1999 gegründeten Dachverbandes existieren inzwischen Landesverbände in Berlin-Brandenburg, Mecklenburg-Vorpommern, Sachsen, Sachsen-Anhalt und Thüringen. Mitglieder in den anderen Bundesländern gehören direkt dem Dachverband an.
Der Verein bekennt sich zu einer am Gemeinwohl orientierten Wirtschaftsführung und gehört seit April 2012 zu den offiziellen Unterstützern des Vereins zur Förderung der Gemeinwohl-Ökonomie. Erste Mitgliedsunternehmen haben auf dieser Grundlage inzwischen Gemeinwohl-Bilanzen aufgestellt. Der Verband setzt sich für die Verbesserung der sozialen Absicherung von Kleinst- und Kleinunternehmern ein. Mit dem langfristigen Ziel einer Bürgerversicherung werden schnelle und wirksame Maßnahmen gefordert, um die soziale Absicherung insbesondere der Selbständigen in prekärer Erwerbstätigkeit zu verbessern. 2006 forderte der Verband die Einführung eines gesetzlichen Mindestlohnes. Zugleich werden flankierende Maßnahmen gefordert, um kleine Unternehmen bei der Einführung zu unterstützen.
Dachverbandsvorsitzende waren die Linken-Politiker Rolf Kutzmutz und Diether Dehm. Seit Dezember 2009 leitet der zwischenzeitliche Vorsitzende des Landesverbandes Berlin-Brandenburg Rolf Sukowski zugleich auch den Vorstand des Dachverbandes.